# 시타델 (드라마)
《시타델》(영어: Citadel)은 아마존 프라임 비디오에서 2023년 4월부터 방영된 미국의 공상 과학 드라마이다.